# Полынь поникающая
Полынь поникающая, или Полынь меловая — многолетнее травянистое растение; русскоязычное название ботанического таксона Seriphidium maritimum subsp. maritimum , ранее включавшегося в род Полынь (Artemisia) семейства Астровые (Asteraceae).

## Ботаническое описание
Многолетние растения 15—50 см высотой, с толстым деревянистым, обычно многоглавным корнем. Обёртка корзинок черепитчатая, наружные листочки значительно короче внутренних; все цветки обоеполые. Листья дважды-трижды перисто-рассечённые в пределах одного стебля. Корзинки распределены относительно равномерно, часто на ножках, узкие, (1)3—5(6—9)-цветковые. Нижние листья более мелкие. Растения белые или беловатые от паутинисто-войлочного опушения, к концу вегетации с несколько разреженными листьями. Корзинки узко-обратнояйцевидные или эллиптические, 3-4(5) мм длины, 2-2,5 мм ширины, расставленные, большей частью поникающие, узкоколокольчатые, 3,5-5 мм длины и 2-2,5 мм ширины, в рыхлых и раскидистых метёлках с почти горизонтальными ветвями. Конечные дольки листьев продолговатые или продолговато-обратнояйцевидные, 1-5 мм длины, 0,7-1,5 мм ширины. Цветёт в июле-сентябре.

## Распространение и местообитание
- в России: европейская часть России.
- в мире: Средняя Азия (сев.-зап.), Восточная Европа[1].

Лимитирующие факторы — нарушение местообитаний вида в результате интенсивного хозяйственного использования территории, прежде всего для выпаса скота.

## Охранный статус

### В России
В России вид входит в Красную книгу Белгородской области.

### На Украине
Решением Луганского областного совета № 32/21 от 03.12.2009 г. вид входит в «Список регионально редких растений Луганской области».
Входит также в Красные книги Донецкой и Харьковской областей.

## Классификация

### Таксономия[4]
Seriphidium maritimum subsp. maritimum (L.) Poljakov, 1961, Trudy Inst. Bot. Akad. Nauk Kazakhst. S.S.R. 11: 172
Таксон Полынь приморская в ранге подвида относится к виду Seriphidium maritimum рода Seriphidium семействa Астровые (Asteraceae) порядка Астроцветные (Asterales). Кладограмма в соответствии с Системой APG IV:
|  |                                      |  |                                   |                                   |                    |  | ещё 10 семейств | ещё 10 семейств |                       |  |                                        |  | еще 34 подтвержденных вида | еще 34 подтвержденных вида |  |
|  |                                      |  |                                   |                                   |                    |  | ещё 10 семейств | ещё 10 семейств |                       |  |                                        |  | еще 34 подтвержденных вида | еще 34 подтвержденных вида |  |
|  |                                      |  |                                   | порядок Астроцветные              |                    |  |                 |                 | род Seriphidium       |  |                                        |  |                            |                            |  |
|  |                                      |  |                                   | порядок Астроцветные              |                    |  |                 |                 | род Seriphidium       |  | Seriphidium maritimum subsp. maritimum |  |                            |                            |  |
|  | отдел Цветковые, или Покрытосеменные |  |                                   |                                   | семейство Астровые |  |                 |                 | Seriphidium maritimum |  |                                        |  |                            |                            |  |
|  | отдел Цветковые, или Покрытосеменные |  |                                   |                                   |                    |  |                 |                 |                       |  |                                        |  |                            |                            |  |
|  |                                      |  | ещё 63 порядка цветковых растений | ещё 63 порядка цветковых растений |                    |  |                 | ещё 1804 рода   | ещё 1804 рода         |  |                                        |  |                            |                            |  |
|  |                                      |  |                                   | ещё 63 порядка цветковых растений |                    |  |                 |                 | ещё 1804 рода         |  |                                        |  |                            |                            |  |

### Синонимы
- Artemisia acetica  Jacquem. ex Besser
- Artemisia anglica  hort. ex DC.
- Artemisia brevifolia  Wall.
- Artemisia brevifolia  Wall. ex DC.
- Artemisia contra  Willd. ex Spreng.
- Artemisia cyna  Pall.
- Artemisia dioscoridis  Bubani
- Artemisia gallica  Schur
- Artemisia humilis  M.Bieb.
- Artemisia laricifolia  S.G.Gmel.
- Artemisia lercheana  Ling
- Artemisia lercheana  Ledeb.
- Artemisia lercheana  Kar. & Kir.
- Artemisia lerchii  Boeber ex Georgi
- Artemisia maritima subsp. salina  (Willd.)  Nyman
- Artemisia messerschmidii  Weber ex Stechm.
- Artemisia nutans  Willd.
- Artemisia palmata  Lam.
- Artemisia pseudogallica  (Rouy)  A.W.Hill
- Artemisia pulchella  Gmel. ex DC.
- Artemisia salina  Willd.
- Seriphidium maritimum var. palmatum  (Lam.)  Y.R.Ling
- Seriphidium maritimum var. salinum  (Willd.)  Y.R.Ling